# Orehovica
Orehovica è un comune della Croazia di 2 769 abitanti della Regione del Međimurje.